# Nii Lamptey
Nii Odartey Lamptey (Accra, 10 dicembre 1974) è un allenatore di calcio ed ex calciatore ghanese, di ruolo attaccante.

## Biografia
Il fratello minore, Nathaniel Lamptey, è stato anch'egli un calciatore professionista, militante in Germania.
Il regista tedesco Christoph Weber girò su di lui e sui Black Starlets un film/documentario, il cui titolo originale è Black Starlets - Der Traum vom grossen Fussball. Il film inizia con la vittoria del Mondiale Under-17 e i successivi festeggiamenti, e poi inizia la ricerca, dieci anni dopo, dei protagonisti di quel successo; vengono intervistati diversi calciatori ghanesi di quella generazione che per lo più finirono in modesti campionati professionistici, e nessuno aveva tracce di Nii Odartey Lamptey.

## Carriera

### Club
In 17 anni di professionismo ha giocato nei campionati di 12 differenti nazioni e 4 differenti continenti. Ha annunciato il suo ritiro dal calcio agonistico nel 2008 e dal 19 febbraio 2009 è l'allenatore in seconda dei ghanesi del Sekondi Wise Fighters, dove affianca il mister Charles Akonnor.

### Nazionale
Si è messo in luce ai Mondiali Under-17 del 1991 insieme a talenti come Alessandro Del Piero, Marcelo Gallardo e Juan Sebastián Verón. Dopo i Mondiali Under-17 del 1991, vinti proprio dai giovani ghanesi (i Black Starlets, dove militavano anche Samuel Kuffour, Mohammed Gargo, Emmanuel Duah e altri) che poi si resero protagonisti anche nei Mondiali Under-20 e alle Olimpiadi sempre con la stessa generazione di calciatori, fu paragonato a Pelé che addirittura lo definì il suo "erede naturale".

## Statistiche

### Cronologia presenze e reti in nazionale
| Cronologia completa delle presenze e delle reti in nazionale ― Ghana | Cronologia completa delle presenze e delle reti in nazionale ― Ghana | Cronologia completa delle presenze e delle reti in nazionale ― Ghana | Cronologia completa delle presenze e delle reti in nazionale ― Ghana | Cronologia completa delle presenze e delle reti in nazionale ― Ghana | Cronologia completa delle presenze e delle reti in nazionale ― Ghana | Cronologia completa delle presenze e delle reti in nazionale ― Ghana | Cronologia completa delle presenze e delle reti in nazionale ― Ghana |
| Data                                                                 | Città                                                                | In casa                                                              | Risultato                                                            | Ospiti                                                               | Competizione                                                         | Reti                                                                 | Note                                                                 |
| -------------------------------------------------------------------- | -------------------------------------------------------------------- | -------------------------------------------------------------------- | -------------------------------------------------------------------- | -------------------------------------------------------------------- | -------------------------------------------------------------------- | -------------------------------------------------------------------- | -------------------------------------------------------------------- |
| 13-4-1991                                                            | Lagos                                                                | Nigeria                                                              | 0 – 0                                                                | Ghana                                                                | Qual. Coppa d'Africa 1992                                            | -                                                                    |                                                                      |
| 29-4-1991                                                            | Kumasi                                                               | Ghana                                                                | 2 – 0                                                                | Togo                                                                 | Qual. Coppa d'Africa 1992                                            | 1                                                                    | Uscita                                                               |
| 15-1-1992                                                            | Ziguinchor                                                           | Ghana                                                                | 1 – 0                                                                | Zambia                                                               | Coppa d'Africa 1992 - 1º turno                                       | -                                                                    | 89’                                                                  |
| 17-1-1992                                                            | Ziguinchor                                                           | Ghana                                                                | 1 – 0                                                                | Egitto                                                               | Coppa d'Africa 1992 - 1º turno                                       | -                                                                    | 84’                                                                  |
| 20-1-1992                                                            | Ziguinchor                                                           | Ghana                                                                | 2 – 1                                                                | Rep. del Congo                                                       | Coppa d'Africa 1992 - Quarti di finale                               | -                                                                    |                                                                      |
| 23-1-1992                                                            | Dakar                                                                | Ghana                                                                | 2 – 1                                                                | Nigeria                                                              | Coppa d'Africa 1992 - Semifinale                                     | -                                                                    |                                                                      |
| 26-1-1992                                                            | Dakar                                                                | Costa d'Avorio                                                       | 0 – 0 dts (11-10 dtr)                                                | Ghana                                                                | Coppa d'Africa 1992 - Finale                                         | -                                                                    |                                                                      |
| 31-1-1993                                                            | Kumasi                                                               | Ghana                                                                | 1 – 0                                                                | Burundi                                                              | Qual. Mondiali 1994                                                  | -                                                                    |                                                                      |
| 27-3-1994                                                            | Susa                                                                 | Ghana                                                                | 1 – 0                                                                | Guinea                                                               | Coppa d'Africa 1994 - 1º turno                                       | -                                                                    |                                                                      |
| 31-3-1994                                                            | Susa                                                                 | Ghana                                                                | 1 – 0                                                                | Senegal                                                              | Coppa d'Africa 1994 - 1º turno                                       | -                                                                    | 81’                                                                  |
| 8-7-1994                                                             | Nagoya                                                               | Giappone                                                             | 3 – 2                                                                | Ghana                                                                | Asics Cup                                                            | -                                                                    |                                                                      |
| 14-7-1994                                                            | Kōbe                                                                 | Giappone                                                             | 2 – 1                                                                | Ghana                                                                | Asics Cup                                                            | 1                                                                    |                                                                      |
| 26-11-1994                                                           | Pretoria                                                             | Sudafrica                                                            | 2 – 1                                                                | Ghana                                                                | Simba Cup 1994                                                       | -                                                                    |                                                                      |
| 30-11-1994                                                           | Johannesburg                                                         | Ghana                                                                | 1 – 0                                                                | Camerun                                                              | Simba Cup 1994                                                       | 1                                                                    |                                                                      |
| 4-12-1994                                                            | Johannesburg                                                         | Ghana                                                                | 1 – 1                                                                | Costa d'Avorio                                                       | Simba Cup 1994                                                       | -                                                                    |                                                                      |
| 22-1-1995                                                            | Accra                                                                | Ghana                                                                | 3 – 1                                                                | Rep. del Congo                                                       | Qual. Coppa d'Africa 1996                                            | -                                                                    | Uscita                                                               |
| 14-1-1996                                                            | Port Elizabeth                                                       | Costa d'Avorio                                                       | 0 – 2                                                                | Ghana                                                                | Coppa d'Africa 1996 - 1º turno                                       | -                                                                    | 46’                                                                  |
| 31-1-1996                                                            | Johannesburg                                                         | Sudafrica                                                            | 3 – 0                                                                | Ghana                                                                | Coppa d'Africa 1996 - Semifinale                                     | -                                                                    | 59’ 84’                                                              |
| 27-3-1996                                                            | São José do Rio Preto                                                | Brasile                                                              | 8 – 2                                                                | Ghana                                                                | Amichevole                                                           | -                                                                    | Ammonizione                                                          |
| Totale                                                               |                                                                      | Presenze                                                             | 19                                                                   |                                                                      | Reti                                                                 | 3                                                                    |                                                                      |

| Cronologia completa delle presenze e delle reti in nazionale ― Ghana olimpica | Cronologia completa delle presenze e delle reti in nazionale ― Ghana olimpica | Cronologia completa delle presenze e delle reti in nazionale ― Ghana olimpica | Cronologia completa delle presenze e delle reti in nazionale ― Ghana olimpica | Cronologia completa delle presenze e delle reti in nazionale ― Ghana olimpica | Cronologia completa delle presenze e delle reti in nazionale ― Ghana olimpica | Cronologia completa delle presenze e delle reti in nazionale ― Ghana olimpica | Cronologia completa delle presenze e delle reti in nazionale ― Ghana olimpica |
| Data                                                                          | Città                                                                         | In casa                                                                       | Risultato                                                                     | Ospiti                                                                        | Competizione                                                                  | Reti                                                                          | Note                                                                          |
| ----------------------------------------------------------------------------- | ----------------------------------------------------------------------------- | ----------------------------------------------------------------------------- | ----------------------------------------------------------------------------- | ----------------------------------------------------------------------------- | ----------------------------------------------------------------------------- | ----------------------------------------------------------------------------- | ----------------------------------------------------------------------------- |
| 26-7-1992                                                                     | Sabadell                                                                      | Ghana olimpica                                                                | 3 – 1                                                                         | Australia olimpica                                                            | Olimpiadi 1992 - 1º turno                                                     | -                                                                             |                                                                               |
| 28-7-1992                                                                     | Saragozza                                                                     | Danimarca olimpica                                                            | 0 – 0                                                                         | Ghana olimpica                                                                | Olimpiadi 1992 - 1º turno                                                     | -                                                                             | 53’                                                                           |
| 30-7-1992                                                                     | Sabadell                                                                      | Messico olimpica                                                              | 1 – 1                                                                         | Ghana olimpica                                                                | Olimpiadi 1992 - 1º turno                                                     | -                                                                             |                                                                               |
| 2-8-1992                                                                      | Saragozza                                                                     | Paraguay olimpica                                                             | 2 – 4 dts                                                                     | Ghana olimpica                                                                | Olimpiadi 1992 - Quarti di finale                                             | -                                                                             |                                                                               |
| 5-8-1992                                                                      | Valencia                                                                      | Spagna olimpica                                                               | 2 – 0                                                                         | Ghana olimpica                                                                | Olimpiadi 1992 - Semifinale                                                   | -                                                                             |                                                                               |
| 7-8-1992                                                                      | Barcellona                                                                    | Australia olimpica                                                            | 0 – 1                                                                         | Ghana olimpica                                                                | Olimpiadi 1992 - Finale 3º posto                                              | -                                                                             | 37’ 46’                                                                       |
| Totale                                                                        |                                                                               | Presenze                                                                      | 6                                                                             |                                                                               | Reti                                                                          | 0                                                                             |                                                                               |

| Cronologia completa delle presenze e delle reti in nazionale ― Ghana under 20 | Cronologia completa delle presenze e delle reti in nazionale ― Ghana under 20 | Cronologia completa delle presenze e delle reti in nazionale ― Ghana under 20 | Cronologia completa delle presenze e delle reti in nazionale ― Ghana under 20 | Cronologia completa delle presenze e delle reti in nazionale ― Ghana under 20 | Cronologia completa delle presenze e delle reti in nazionale ― Ghana under 20 | Cronologia completa delle presenze e delle reti in nazionale ― Ghana under 20 | Cronologia completa delle presenze e delle reti in nazionale ― Ghana under 20 |
| Data                                                                          | Città                                                                         | In casa                                                                       | Risultato                                                                     | Ospiti                                                                        | Competizione                                                                  | Reti                                                                          | Note                                                                          |
| ----------------------------------------------------------------------------- | ----------------------------------------------------------------------------- | ----------------------------------------------------------------------------- | ----------------------------------------------------------------------------- | ----------------------------------------------------------------------------- | ----------------------------------------------------------------------------- | ----------------------------------------------------------------------------- | ----------------------------------------------------------------------------- |
| 6-3-1993                                                                      | Brisbane                                                                      | Uruguay under 20                                                              | 1 – 1                                                                         | Ghana under 20                                                                | Mondiali Under-20 1993 - 1º turno                                             | -                                                                             | 63’                                                                           |
| 9-3-1993                                                                      | Brisbane                                                                      | Germania under 20                                                             | 2 – 2                                                                         | Ghana under 20                                                                | Mondiali Under-20 1993 - 1º turno                                             | -                                                                             |                                                                               |
| 11-3-1993                                                                     | Brisbane                                                                      | Portogallo under 20                                                           | 0 – 2                                                                         | Ghana under 20                                                                | Mondiali Under-20 1993 - 1º turno                                             | 1                                                                             |                                                                               |
| 13-3-1993                                                                     | Sydney                                                                        | Russia under 20                                                               | 0 – 3                                                                         | Ghana under 20                                                                | Mondiali Under-20 1993 - Quarti di finale                                     | -                                                                             |                                                                               |
| 17-3-1993                                                                     | Sydney                                                                        | Ghana under 20                                                                | 2 – 1                                                                         | Inghilterra under 20                                                          | Mondiali Under-20 1993 - Semifinale                                           | -                                                                             |                                                                               |
| 20-3-1993                                                                     | Sydney                                                                        | Ghana under 20                                                                | 1 – 2                                                                         | Brasile under 20                                                              | Mondiali Under-20 1993 - Finale                                               | -                                                                             |                                                                               |
| Totale                                                                        |                                                                               | Presenze                                                                      | 6                                                                             |                                                                               | Reti                                                                          | 1                                                                             |                                                                               |

## Palmarès

### Nazionale
- Campionato mondiale Under-17: 1

Italia 1991
- Bronzo olimpico: 1

Barcellona 1992

### Individuale
- Pallone d'oro del Mondiale Under-17: 1

1991